# Relaciones Guinea-México
Las naciones de Guinea y México establecieron relaciones diplomáticas en 1962. Ambas naciones son miembros de las Naciones Unidas.

## Historia
Guinea y México establecieron relaciones diplomáticas el 25 de enero de 1962. Los vínculos se han desarrollado principalmente en el marco de foros multilaterales. 
En 1961, el presidente de México Adolfo López Mateos, envió una delegación presidencial de buena voluntad, encabezada por el Enviado Especial Alejandro Carrillo Marcor y el Delegado José Ezequiel Iturriaga, para visitar Guinea y pavimentar el camino para el establecimiento de relaciones diplomáticas entre ambas naciones.
En noviembre de 2010, el gobierno de Guinea envió una delegación de 61 miembros para asistir a la Conferencia de las Naciones Unidas sobre el Cambio Climático de 2010 en Cancún, México.

## Misiones Diplomáticas
- Guinea está acreditado ante México a través de su embajada en La Habana, Cuba.[4]
- México está acreditado ante Guinea a través de su embajada en Abuya, Nigeria.[5]